# Tricornidae
De Tricornidae zijn een familie van uitgestorven kreeftachtigen uit de klasse van de Ostracoda (mosselkreeftjes).

## Soorten
- Bohemina Snajdr, 1951

Er is nog onduidelijkheid over de taxonomische indeling van onderstaand geslacht ('incertae sedis').
- Rectospinella